# Frampton (Lincolnshire)
Frampton – wieś w Anglii, w hrabstwie Lincolnshire, w dystrykcie Boston. Leży 48 km na południowy wschód od Lincoln i 159 km na północ od Londynu.